# 古語法
古語法（こごほう、英: archaism）とは、会話や文で、もはや使われていない言葉遣いを用いること。特殊な効果をあげるために故意に使われたり、法の特殊な隠語や宗教の式文（祭文）などで使われる。英語などでは、童謡の多くに古語法が含まれている。一方、「be that as it may（それはともあれ）」など特定の定型表現の中でしか起こらない古風な要素は古語法とは見なされない。

## 使い方
- 「heretofore（これまで）」「hereunto（これに）」「thereof（それの）」 - こうした副詞と前置詞の複合は弁護士の書面に出てくる隠語としての古語法の例である。
- 「With this ring I thee wed（この指輪で私は汝を娶る）」 - 結婚式の指輪交換で使われる言葉。とくに宗教的な文脈の中に出てくるこうした表現は一般の会話では使われることのない古めかしい要素を含んでいる。
- さらに古語法は歴史小説の台詞でも時代の雰囲気を出すために用いられる。
- 古語法の中には、Inherently funny wordと見なされるものや、ユーモラスな効果のために使われるものもある。